# Psilocybin
Psilocybin je psychedelický indol ze skupiny tryptaminů, obsažený v různých druzích hub, například rodu Psilocybe (lysohlávka), Panaeolus (kropenatec), nebo Gymnopilus (šupinovka). Mnozí uživatelé těchto hub je považují za prostředek k získání náboženské či transcendentní zkušenosti (entheogen) nebo k meditaci.

## Výzkum
V České republice probíhá jediný, avšak důležitý výzkum v Národním ústavu duševního zdraví (NÚDZ, Klecany u Prahy), který je také pracovištěm 3. lékařské fakulty univerzity Karlovy. Je veden MUDr. Tomášem Páleníčkem, Ph.D., který společně se svým týmem dostal povolení psilocybinové studie provádět na dobrovolnících. Cílem studijního výzkumu v ČR je otestovat působení psilocybinu na lidský mozek, mozková centra a funkce. Psilocybin byl perorálně podán 20 zdravým jedincům, kteří nebyli obeznámeni s náhodným rozdělením Psilocybinu a placeba mezi dané účastníky. Pomocí měření EEG systému LORETA prokázala měření pokles alfa aktivity v oblastech precuneus týlního laloku. Měření naopak zaznamenala zvýšení aktivity v asociačních oblastech fronto-temporo-okcipiálně.
Ve světě probíhá důležitý výzkum v Johns Hopkins Medicine centre. Studie se snažila zjistit spojitost mezi podáváním psilocybinu - nádorovými onemocněními, depresí a úzkostí. V této dvojtě-zaslepené studii figurovalo 51 dospělých pacientů, kterým byl podáván psilocybin při mentálních poruchách či rakovině. Šest měsíců po finálním sezení léčby nahlásili dobrovolníci tyto výsledky:
- 80 % dobrovolníků - pokračování v klinicky významném snížení deprese a úzkosti.
- 60 % z nich vykazovalo symptomy možného navrácení do normálního života.
- 83 % nahlásilo zvýšení dobré nálady a satisfakce.
- 67 % uvedlo zážitek mezi pět nejdůležitějších zkušeností v jejich životě.
- 70 % uvedlo zkušenost mezi pět duchovně nejzřetelnějších zážitků.

## Biochemie a toxicita
Psilocybin (O-fosforyl-4-hydroxy-N,N-dimethyltryptamin) se v těle v kyselém prostředí účinkem enzymů fosfatáz defosforyluje na farmakologicky účinný psilocin. Ten potom působí jako částečný agonista k receptorům 5-HT2A v mozku, a napodobuje tak působení serotoninu. Akutní toxicita psilocybinu je poměrně nízká, orální LD50 u krys je 280 mg/kg, tedy asi poloviční než u kofeinu. Při intravenózním podání králíkům je LD50 asi 12,5 mg/kg.

## Historie
Švýcarský chemik Albert Hofmann, objevitel LSD, byl koncem 50. let minulého století první, kdo z hub izoloval psilocybin i psilocin, určil jejich chemickou strukturu a také je uměle syntetizoval. Sám vyzkoušel psychotropní účinky těchto látek na sobě. V roce 1961 zkoušeli američtí psychologové Timothy Leary a Richard Alpert na Harvardově univerzitě psilocybin jako prostředek pro léčbu poruch osobnosti. Psilocybin se stále příležitostně zkoumá např. jako potenciální lék při obsedantně-kompulzivní poruše  nebo prostředek pro zmírnění utrpení pacientů v terminálních stadiích nádorových onemocnění.  Psilocybin jako čistá látka a kontrolovaná substance byl a stále je velmi obtížně dostupný. Už od 60. let minulého století proto téměř všichni rekreační uživatelé znají jeho účinky pouze prostřednictvím hub, které ho obsahují.

### V ranějších dobách
Existují důkazy, které naznačují, že psychoaktivní houby byly používány lidmi v náboženských ceremoniích po tisíce let. Nástěnné malby datované 9000 až 7000 př. n. l. nacházející se v poušti Sahary v jihovýchodním Alžírsku zobrazují rohaté bytosti oblečené jako tanečníky v oděvech zdobených geometrickými vzory a držící houbovité předměty. Rovnoběžné linie se táhnou od tvarů hub do středů hlav tanečníků. 6000 let staré piktogramy objevené poblíž španělského města Villar del Humo ilustrují několik hub, které byly předběžně identifikovány jako Psilocybe hispanica, halucinogenní druh domácí v oblasti.
Archeologické artefakty z Mexika nazývané „Mayské houbové kmeny“ Guatemaly někteří badatelé určili jako důkazy, že mayské a aztécké kmeny při rituálech a ceremoniálech pojídaly psychoaktivní houby. [zdroj?]

## Účinky
Účinky psilocybinu jsou vysoce nepředvídatelné a variabilní a jako u ostatních psychedelik (halucinogenů) velmi závisejí na dávce i na momentálním psychickém stavu uživatele. Patří mezi ně dezorientace, letargie, ale také euforie, změněné smyslové vnímání (zesílení nebo zkreslení barev, iluze geometrických tvarů, pseudohalucinace), někdy i zvýšená nervozita. Typický je pocit zpomalení času.  Po vyšších dávkách psilocybinu má uživatel sklony k introspekci, mohou se dostavit pocity depersonalizace, extatické pocity, duchovní a mystické prožitky, pocity spojení s celým lidstvem či s celým vesmírem. Řidčeji se ale mohou dostavit i velmi nepříjemné až děsivé pocity silné dezorientace, panika a paranoia, označované slangově jako „špatný trip“ (bad trip). Výjimečně může psilocybin vyvolat i dlouhodobé psychické poruchy. Mezi poměrně typické tělesné účinky psilocybinu patří pocit chladu, mírný třes a nutkavé zívání.

### Fyzické projevy
Mezi běžné odpovědi patří:
- dilatace zornic (93 %)
- změny srdeční frekvence (100 %)
  - zvýšení (56 %)
  - snížení (13 %)
  - variabilní změna (31 %)
- změny krevního tlaku (84 %)
  - hypotenze (34 %)
  - hypertenze (28 %)
  - celková nestabilita (22 %)
- změny v úseku reflexe (86 %)
  - zvýšení (80 %)
  - pokles (6 %)
- nauzea (44 %)
- tremor (25 %)
- dysmetrie (16 %) (neschopnost řádně řídit nebo omezit pohyby).

Dočasné zvýšení krevního tlaku způsobené lékem může být rizikovým faktorem pro uživatele s již existující hypertenzí. Tyto kvalitativní somatické účinky způsobené psilocybinem byly potvrzeny několika ranými klinickými studiemi. Průzkum časopisů o návštěvách klubů ve Spojeném království za rok 2005[zdroj?] zjistil, že více než čtvrtina lidí, kteří užívali houby psilocybinu v minulosti, zaznamenalo nevolnost nebo zvracení, ačkoli tento účinek je způsoben houbami spíše než samotným psilocybinem[zdroj?].